# Saint-Germain-du-Plain
Pour les articles homonymes, voir Saint-Germain.
Saint-Germain-du-Plain est une commune française située dans le département de Saône-et-Loire, en région Bourgogne-Franche-Comté.

## Géographie
Saint-Germain-du-Plain est un village d'une superficie de 1 931 hectares situé au sud de la Bourgogne (15 km de Chalon-sur-Saône) et aux portes de la Bresse (20 km de Louhans).
La grande ville la plus proche est Lyon située à 120 km.

### Climat
Pour des articles plus généraux, voir Climat de la Bourgogne-Franche-Comté et Climat de Saône-et-Loire.
En 2010, le climat de la commune est de type climat océanique dégradé des plaines du Centre et du Nord, selon une étude du Centre national de la recherche scientifique s'appuyant sur une série de données couvrant la période 1971-2000. En 2020, Météo-France publie une typologie des climats de la France métropolitaine dans laquelle la commune est exposée à un climat semi-continental et est dans la région climatique Bourgogne, vallée de la Saône, caractérisée par un bon ensoleillement (1 900 h/an), un été chaud (18,5 °C), un air sec au printemps et en été et des vents faibles.
Pour la période 1971-2000, la température annuelle moyenne est de 11,1 °C, avec une amplitude thermique annuelle de 17,8 °C. Le cumul annuel moyen de précipitations est de 873 mm, avec 11,3 jours de précipitations en janvier et 7,4 jours en juillet. Pour la période 1991-2020, la température moyenne annuelle observée sur la station météorologique de Météo-France la plus proche, « Saint-Marcel », sur la commune de Saint-Marcel à 11 km à vol d'oiseau, est de 12,3 °C et le cumul annuel moyen de précipitations est de 818,4 mm. 
La température maximale relevée sur cette station est de 41,8 °C, atteinte le 12 août 2003 ; la température minimale est de −20 °C, atteinte le 16 janvier 1985,,.
Les paramètres climatiques de la commune ont été estimés pour le milieu du siècle (2041-2070) selon différents scénarios d'émission de gaz à effet de serre à partir des nouvelles projections climatiques de référence DRIAS-2020. Ils sont consultables sur un site dédié publié par Météo-France en novembre 2022.

## Urbanisme

### Typologie
Au 1er janvier 2024, Saint-Germain-du-Plain est catégorisée bourg rural, selon la nouvelle grille communale de densité à sept niveaux définie par l'Insee en 2022.
Elle appartient à l'unité urbaine d'Ouroux-sur-Saône, une agglomération intra-départementale regroupant deux  communes, dont elle est une commune de la banlieue,,. Par ailleurs la commune fait partie de l'aire d'attraction de Chalon-sur-Saône, dont elle est une commune de la couronne,. Cette aire, qui regroupe 109 communes, est catégorisée dans les aires de 50 000 à moins de 200 000 habitants,.

### Occupation des sols
L'occupation des sols de la commune, telle qu'elle ressort de la base de données européenne d’occupation biophysique des sols Corine Land Cover (CLC), est marquée par l'importance des territoires agricoles (77,3 % en 2018), en diminution par rapport à 1990 (79,8 %). La répartition détaillée en 2018 est la suivante : zones agricoles hétérogènes (31,1 %), prairies (29,8 %), terres arables (16,4 %), zones urbanisées (11,7 %), forêts (8,7 %), eaux continentales (2,3 %). L'évolution de l’occupation des sols de la commune et de ses infrastructures peut être observée sur les différentes représentations cartographiques du territoire : la carte de Cassini (XVIIIe siècle), la carte d'état-major (1820-1866) et les cartes ou photos aériennes de l'IGN pour la période actuelle (1950 à aujourd'hui).

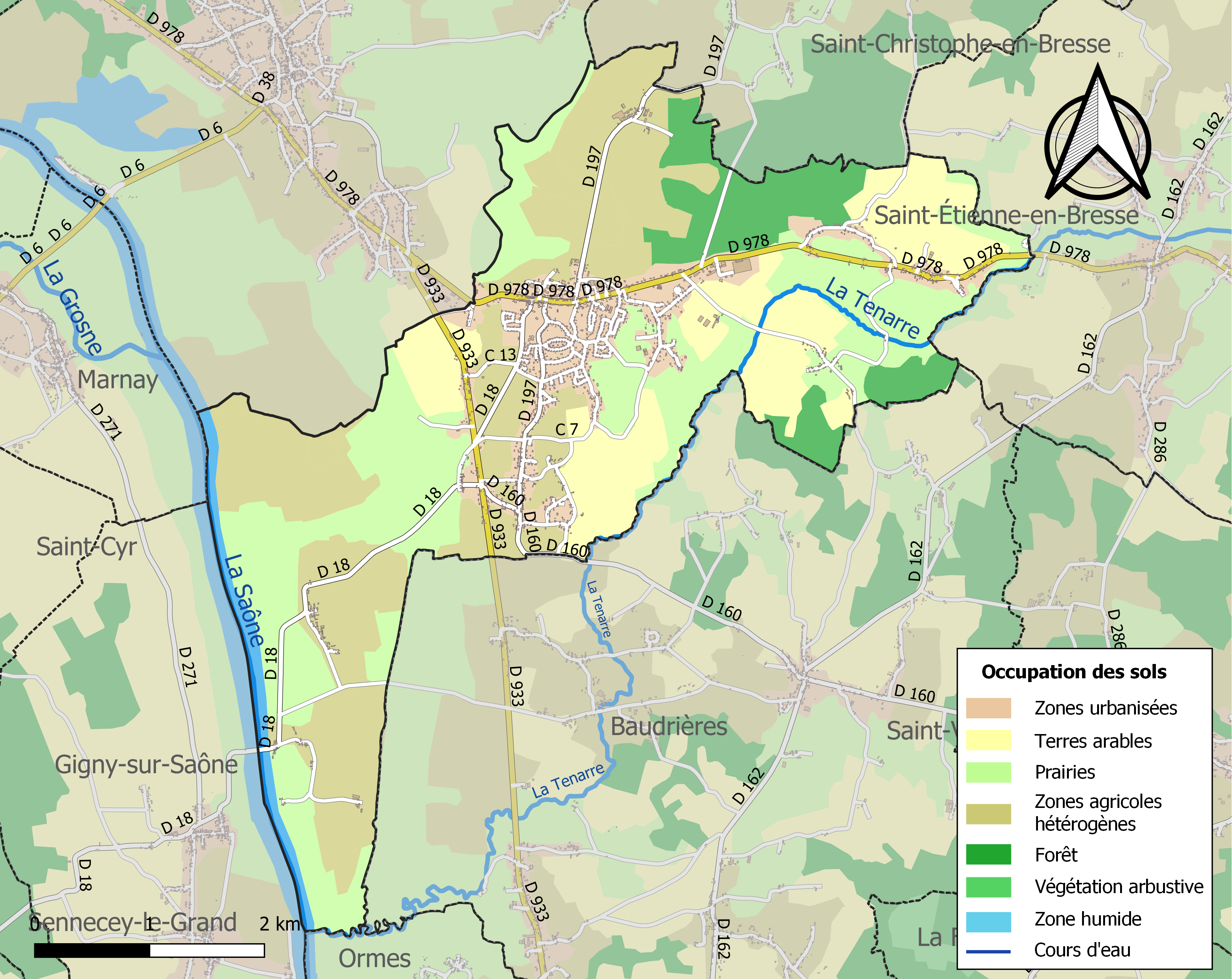
Carte des infrastructures et de l'occupation des sols de la commune en 2018 (CLC).

## Histoire
Les seigneurs de Saint-Germain-du-Plain :
Geoffroy de Frolois, trépassé en 1369, marié avec Jeanne d'Asuel, trépassée avant 1385.
Leur fils : Gauthier de Frolois, né entre 1353 et 1354, marié avec Marguerite de Vienne, fille de Guy de Vienne, seigneur de Chevreaux, trépassé avant 1406, et de Marie de Thoire et Villars.

## Politique et administration

### Tendances politiques et résultats

#### Élections présidentielles
Le village de Saint-Germain-du-Plain place en tête à l'issue du premier tour de l'élection présidentielle française de 2017, Marine Le Pen (RN) avec 30,44 % des suffrages. Également au second, avec 50,47 % des suffrages.

#### Élections législatives
Saint-Germain-du-Plain faisant partie de la quatrième circonscription de Saône-et-Loire, place lors du 1er tour des élections législatives françaises de 2017, Catherine Gabrelle (LREM) avec 21,93 % des suffrages. Mais lors du second tour, il s'agit de Cécile Untermaier (PS) qui arrive en tête avec 55,30 % des suffrages.
Lors du 1er tour des élections législatives françaises de 2022, Cécile Untermaier (PS), députée sortante, arrive en tête avec 31,48 % des suffrages comme lors du second tour, avec cette fois-ci, 57,40 % des suffrages.

#### Élections départementales
Le village de Saint-Germain-du-Plain faisant partie du canton d'Ouroux-sur-Saône place le binôme de Jean-Michel Desmard (DVD) et Elisabeth Roblot (DVD), en tête, dès le 1er tour des élections départementales de 2021 en Saône-et-Loire avec 81,18 % des suffrages. Lors du second tour, les habitants décideront de placer de nouveau le binôme de Jean-Michel Desmard (DVD) et Elisabeth Roblot (DVD), en tête, avec cette fois-ci, près de 80,43 % des suffrages. Devant l'autre binôme menée par Valérie Deloge (RN) et Alain Taulin (RN) qui obtient 19,57 %. Il est important de souligner une abstention record lors de ces élections qui n'ont pas épargné le village de Saint-Germain-du-Plain avec lors du premier tour 64,74 % d'abstention et au second, 65,58 %.

### Liste des maires
| Période                                  | Période   | Identité         | Étiquette | Qualité |
| ---------------------------------------- | --------- | ---------------- | --------- | --- |
| mars 1971                                | mars 1989 | Raymond Dijoux   |           | |
| mars 1989                                | juin 1995 | Roger Geoffroy   |           | Secrétaire de mairie retraité |
| juin 1995                                | mars 2001 | Daniel Aymard    |           | |
| mars 2001                                | mai 2020  | Alain Doulé      | PS        | Ingénieur Framatome-Areva retraité, conseiller prud'homal Conseiller général du canton de Saint-Germain-du-Plain (2004 → 2015) Président de la CC des Portes de la Bresse |
| mai 2020                                 | En cours  | Christian Guigue | SE        | Avocat, ancien bâtonnier 3e vice-président de la CC Terres de Bresse (2020 → )                                                                                            |
| Les données manquantes sont à compléter. |           |                  |           | |

## Démographie
L'évolution du nombre d'habitants est connue à travers les recensements de la population effectués dans la commune depuis 1793. Pour les communes de moins de 10 000 habitants, une enquête de recensement portant sur toute la population est réalisée tous les cinq ans, les populations de référence des années intermédiaires étant quant à elles estimées par interpolation ou extrapolation. Pour la commune, le premier recensement exhaustif entrant dans le cadre du nouveau dispositif a été réalisé en 2007.

En 2022, la commune comptait 2 346 habitants, en évolution de +3,67 % par rapport à 2016 (Saône-et-Loire : −1,06 %, France hors Mayotte : +2,11 %).
| 1793  | 1800  | 1806  | 1821  | 1831  | 1836  | 1841  | 1846  | 1851  |
| ----- | ----- | ----- | ----- | ----- | ----- | ----- | ----- | ----- |
| 1 430 | 1 229 | 1 392 | 1 341 | 1 363 | 1 390 | 1 400 | 1 465 | 1 557 |

| 1856  | 1861  | 1866  | 1872  | 1876  | 1881  | 1886  | 1891  | 1896  |
| ----- | ----- | ----- | ----- | ----- | ----- | ----- | ----- | ----- |
| 1 543 | 1 573 | 1 610 | 1 563 | 1 558 | 1 644 | 1 700 | 1 656 | 1 584 |

| 1901  | 1906  | 1911  | 1921  | 1926  | 1931  | 1936  | 1946  | 1954  |
| ----- | ----- | ----- | ----- | ----- | ----- | ----- | ----- | ----- |
| 1 526 | 1 508 | 1 538 | 1 332 | 1 318 | 1 231 | 1 181 | 1 134 | 1 071 |

| 1962  | 1968  | 1975  | 1982  | 1990  | 1999  | 2006  | 2007  | 2012  |
| ----- | ----- | ----- | ----- | ----- | ----- | ----- | ----- | ----- |
| 1 037 | 1 174 | 1 368 | 1 598 | 1 698 | 1 804 | 2 036 | 2 069 | 2 189 |

| 2017  | 2022  | - | - | - | - | - | - | - |
| ----- | ----- | - | - | - | - | - | - | - |
| 2 290 | 2 346 | - | - | - | - | - | - | - |

## Économie
À l'origine village agricole et bien que la superficie cultivée soit stable, le nombre d'exploitations est en forte diminution.
Nous y trouvons des commerces de proximité, les écoles, le collège, des médecins, pharmacie… ainsi qu'une petite zone artisanale où six entreprises sont implantées.
En 1970 était installée sur le territoire de la commune une importante entreprise employant plus de cent salariés : les établissements Bouillard Frères (moulages plastiques).

## Écoles
Saint-Germain-du-Plain possède : une école maternelle, primaire et un collège (« les Chênes-Rouges ») le tout public.

## Équipements municipaux

### Santé
Saint-Germain-du-Plain compte 2 médecins généralistes ainsi que 5 infirmières libérales réparties sur 2 cabinets
On trouve également plusieurs praticiens de médecine douce (ostéopathe, sophrologue, etc.).

### Sécurité
Le regroupement des services de sécurité du territoire (gendarmerie) est implanté à Saint-Germain-du-Plain.

### Sports
La ville dispose de deux stades utilisés principalement par l´ESSGPB (Entente Sportive de St-Germain-du-Plain/Baudrières), club de football amateur du village qui évolue en 2e division du district de Saône-et-Loire ainsi que par le baseball club de Baudrières/Saint-Germain-du-Plain.
On y trouve aussi deux courts de tennis occupés par le club "SAINT GERMAIN DU PLAIN AT".
Enfin, Saint-Germain-du-Plain dispose d'un gymnase où se réunit un club de Twirling bâton, d'une Maison des Jeunes où se tient des cours de Judo assurés pas le club de Saint-Marcel et d'un champ de foire qui voit se dérouler parfois le grand prix régional de pétanque.

## Vie locale

### Associations
Outre les associations sportives citées plus tôt, Saint-Germain-du-Plain possède entre autres une chorale (Comme un Soleil) et un orchestre d'harmonie (L'Espérance) qui compte une cinquantaine de musiciens amateurs. Celui-ci comprend également une école de musique.

#### Manifestations
Nous citerons : la fête patronale qui a lieu sur la dernière semaine de septembre et la première d'octobre, le "Festi'fête", rassemblement musical estival et le festival "Grand Air de Bresse", festival de musique classique instauré depuis juin 2023.
Tous les jeudis a lieu un marché sur la place éponyme et tous les premiers dimanche du mois a lieu le "Marché des Producteurs locaux" sur la place de la Mairie.

### Culte
Saint-Germain-du-Plain est le siège de la paroisse catholique Saint-Jean XXIII (doyenné : Chalonnais Est), qui regroupe douze villages.

## Lieux et monuments
- Château de Saint-Germain-du-Plain.
- Place de la Mairie.
- Le pont de Thorey, qui permet d'enjamber la Saône en direction de Gigny-sur-Saône, ouvrage qui datait de 1865 (pont de cinq travées, en arc de cercle en fer avec platelage en bois et quatre piles en maçonnerie) et qui, ayant subi des dommages pendant la Seconde Guerre mondiale, a été reconstruit au début des années 1970.

## Pour approfondir